# Reerdigung
Die Reerdigung ist eine alternative Bestattungsform. Der tote Körper wird in einem sargähnlichen Behältnis durch die körpereigenen Mikroorganismen innerhalb von 40 Tagen in Humus verwandelt.

## Prozess
Der Leichnam wird in einem 2,50 m langen, sargähnlichen Kokon auf pflanzliche Materialien (Grünschnitt und Stroh) gebettet. Luftzufuhr sorgt für genügend Sauerstoff. Natürliche Mikroorganismen transformieren den Körper im biochemischen Prozess der Humifizierung innerhalb von 40 Tagen in humusartige Erde.
Die Erde wird anschließend aus dem Behältnis entnommen. Ähnlich wie bei der Kremierung werden verbleibende Zähne und Knochenfragmente in einer Knochenmühle zermahlen. Außerdem werden chirurgische Metallteile entfernt und je nach Gesetzeslage recycelt oder beigesetzt.
Die bei der Reerdigung beteiligten Mikroorganismen erzeugen Temperaturen von rund 70° Celsius. Dadurch findet eine Sterilisation der verbleibenden Erde statt. Das Erdsubstrat enthält keine individualtypischen DNA-Fragmente mehr.

## Rechtslage in Deutschland
Seit 2022 ist die Reerdigung als Pilotprojekt in Schleswig-Holstein erlaubt. Die entstandene Erde darf im Rahmen der in Deutschland geltenden Friedhofspflicht nur auf Friedhöfen in Schleswig-Holstein, Mecklenburg-Vorpommern und Hamburg bestattet werden. Die meisten Bundesländer stehen der Reerdigung skeptisch gegenüber. So hat das Ministerium für Arbeit, Gesundheit und Soziales des Landes Nordrhein-Westfalen in einer Rundmail vom August 2023 an die Bezirksregierungen klargestellt, dass die Reerdigung gemäß dem Bestattungsgesetz NRW aktuell keine zulässige Bestattungsart ist. Im Oktober 2023 untersagte auch der bayerische Gesundheitsminister Klaus Holetschek in einem Schreiben an den Bestatterverband Bayern das Verfahren.

## Geschichte
Die Idee der Reerdigung geht auf die US-Amerikanerin Katrina Spade zurück, die 2014 die gemeinnützigen Organisation Urban Death Project und 2017 darauf aufbauend die gemeinnützige Gesellschaft Recompose gründete. Im englischsprachigen Raum wird der Begriff “natural organic reduction (NOR)”, “human composting” und “terramation” verwendet. Washington wurde 2020 der erste Bundesstaat der USA, der das Prinzip der Reerdigung legalisierte, und mehrere Staaten sind seitdem gefolgt.
Im deutschen Handbuch des Friedhofs- und Bestattungsrechts erscheint die Reerdigung seit 2021 als Gattungsbegriff. Die erste Reerdigung in Deutschland wurde im Februar 2022 in Mölln (Schleswig-Holstein) vorgenommen.